# Арабський валютний фонд
Арабський валютний фонд (араб. صندوق النقد العربي‎ Ṣundūq an-naqd al-ʿarabī, англ. Arab Monetary Fund, AMF) — резервний фонд, створений 27 квітня 1976 року (Рабат, Марокко) двадцятьма арабськими країнами, як механізм досягнення стабільності в курсах валют і в цілях координації економічної і валютної політики арабських країн. Регулювання стосується в основному нафтодоларів в межах арабської співдружності, сприяючи зменшенню залежності країн-членів фонду від Заходу з питань використання надлишкової маси коштів. 

## Члени фонду
| Алжир                            | Бахрейн                    | Джибуті    |
| Єгипет                           | Йорданія                   | Ірак       |
| Ємен                             | Катар                      | Кувейт     |
| Ліван                            | Лівія                      | Мавританія |
| Марокко                          | Об'єднані Арабські Емірати | Оман       |
| Палестина                        | Саудівська Аравія          | Сирія      |
| Сомалі                           | Судан                      | Туніс      |
| Організація звільнення Палестини |                            |            |